# Jan-Pascal Reckert
Jan-Pascal Reckert (* 6. Februar 1997 in Dortmund) ist ein ehemaliger deutscher Fußballtorhüter.

## Karriere

### Verein
Wie andere spätere Nationalspieler und Profiakteure von Borussia Dortmund – beispielsweise Michael Zorc, Lars Ricken oder Stefan Klos – spielte Reckert in seiner Kindheit unter anderem beim Dortmunder Stadtteilverein TuS Eving-Lindenhorst. Als Vierzehnjähriger wurde er im Nachwuchszentrum des BVB aufgenommen und fortan unter professionellen Bedingungen ausgebildet. Ab November 2013 rückte der Torwart für seinen Konkurrenten Dominik Reimann zwischen die Pfosten, blieb mit der Mannschaft sieben Spiele in Folge ungeschlagen und musste nur vier Gegentore hinnehmen; anschließend wechselten sich beide im Kasten ab. Von diesem Zeitpunkt an bis zum Ende der regulären Saison blieb die Dortmunder U17 Tabellenerster und konnte sich mit nur zwei Niederlagen und lediglich elf Gegentoren als Staffelmeister für die Meisterschaftsendrunde qualifizieren. Neben dem VfL Bochum verwies man somit auch einen anderen Revierrivalen, Schalke 04, auf die weiteren Plätze. Nach Siegen gegen Hertha BSC stand man im Finale gegen den Meister der Staffel Nord/Nordost, RB Leipzig, der mit 2:1 besiegt wurde; Reckert stand im Rückspiel gegen die Hertha sowie im Finale im Tor.
Im Anschluss rückte Reckert im Sommer 2014 gemeinsam mit Reimann sowie dem ein Jahr jüngeren Eike Bansen in die Dortmunder A-Jugend auf. In den folgenden zwei Jahren absolvierte der Torhüter für das Team kein einziges Pflichtspiel, was zum einen einem Leistungsvorteil seitens Reimann sowie zum anderen über 12 Monate andauernden Problemen mit der Patellasehne geschuldet war. Im Sommer 2016 gesellte sich das Torwarttrio zu Stammkeeper Hendrik Bonmann in die U23 des BVB, die zu dieser Zeit in der Regionalliga West antrat. Vor allem für Reckert, der im Vorfeld erfolgreich seine Abiturprüfungen absolviert hatte, stellte diese Beförderung jedoch auch ein Problem dar – neben mangelnder Spielpraxis konnte er sich in der Saisonvorbereitung nicht die für den Herrenfußball nötige Fitness aneignen, darüber hinaus war der Torwart im Rahmen eines Testspiels gegen den englischen Zweitligisten Norwich City mitverantwortlich für eine 0:6-Niederlage. Im Verlauf der Saison setzte Trainer Daniel Farke überwiegend auf Bonmann, gab Reckert im Winter dann in Form von vier Einsätzen, in denen er lediglich ein Tor kassierte, die Chance, und tendierte von April 2017 bis zum Saisonende dann zu Dominik Reimann, der von einer Schulterverletzung zurückgekehrt war. Hinter dem FC Viktoria Köln, der anschließend in der Aufstiegsrelegation scheiterte, wurde Dortmund II Vizemeister der Regionalliga West. In den folgenden drei Jahren hatten Reimann sowie der nebenbei bei den Profis eingespannte Eric Oelschlägel Vorteile gegenüber Reckert, der auch unter Farkes Nachfolgern Jan Siewert, Alen Terzić und Mike Tullberg nur vereinzelt zum Zug kam. Innerhalb dieses Zeitraums nutzte der junge Keeper die spielfreie Zeit und schrieb sich an der Hochschule Bochum für ein Fernstudium in BWL ein. Enrico Maaßen, der das Team im Sommer 2020 übernahm, berücksichtigte Reckert hingegen gar nicht mehr und setzte stattdessen auf den aus der A-Jugend aufgerückten Luca Unbehaun und die Neuverpflichtung Stefan Drljača, die zur Rückkehr der Dortmunder U23 in die 3. Liga beitrugen.
In dieser profitierte Reckert am 20. Spieltag der Saison 2021/22 von einer Handverletzung des Stammkeepers Unbehaun sowie der Nominierung Stefan Drljačas für die Bundesligamannschaft, welche ebenfalls Verletzungen zum Grund hatte. Es blieb sein einziger Einsatz und gemeinsam mit der Mannschaft beendete der Keeper die Saison auf Rang 9. Im Anschluss an die Spielzeit beendete Reckert im Alter von 25 Jahren seine Laufbahn.

## Erfolge
Borussia Dortmund
- Deutscher B-Junioren-Meister: 2014
- Deutscher A-Junioren-Meister: 2016 (ohne Einsatz)
- Meister der Regionalliga West und Aufstieg in die 3. Liga: 2021 (ohne Einsatz)